# Смородино (Аліковський район)
Сморо́дино (рос. Смородино, чув. Сморотин) — присілок у Чувашії Російської Федерації, у складі Аліковського сільського поселення Аліковського району.
Населення — 83 особи (2010; 96 в 2002, 301 в 1979, 114 в 1939).
Національний склад (на 2002 рік):
- чуваші — 98 %

## Історія
Засновано 1930 року вихідцями з присілків Перші Еренари, Другі Еренари та Кюлькаси (нині у складі присілку Еренари) для створення колгоспу «Смородина». До 1962 року присілок входив спочатку до складу Аліковського, у період 1962-1965 років — у складі Вурнарського, після чого знову переданий до складу Аліковського району.